# دوين جارفيس
دوين جارفيس (بالإنجليزية: Duane Jarvis)‏ هو مغن مؤلف وعازف قيثارة أمريكي، ولد في 22 أغسطس 1957، وتوفي في 1 أبريل 2009 بسبب سرطان القولون.

## وصلات خارجية
- دوين جارفيس على موقع IMDb (الإنجليزية)
- دوين جارفيس على موقع ميوزك برينز (الإنجليزية)
- دوين جارفيس على موقع ديسكوغز (الإنجليزية)